# 1647
1647 (MDCXLVII) je bilo navadno leto, ki se je po gregorijanskem koledarju začelo na torek, po 10 dni počasnejšem julijanskem koledarju pa na petek.

## Dogodki
- 1. januar

## Rojstva
- 18. november - Pierre Bayle, francoski filozof († 1706)
- 7. december - Giovanni Ceva, italijanski matematik († 1734)

## Smrti
- 22. januar - Kodža Musa Paša,  državnik Osmanskega cesarstva (* ni znano)
- 8. oktober - Christen Longberg, danski astronom, astrolog, matematik (* 1562)
- 25. oktober - Evangelista Torricelli, italijanski fizik, matematik (* 1608)